# Zoonoses and Public Health
Zoonoses and Public Health (literalment, en català, "Zoonosi i salut pública") és una revista mèdica d'avaluació d'experts editada en anglès sobre les zoonosis i les possibles conseqüències en la salut pública. L'empresa John Wiley & Sons publica aquesta revista amb una freqüència anual de vuit números. Segons la Journal Citation Reports, la revista va tenir un factor d'impacte de 2.688 el 2017, ocupant el 43è lloc al rànquing de les 88 revistes que conformen la categoria de "malalties contagioses". El seu editor en cap és Randall Singer.

## Història
Es va fundar 1963 amb el nom de Zentralblatt für Veterinärmedizin. Reihe B. Journal of veterinary medicine. Series B., aleshores era una de les tres seccions que formaven part de la revista Zentralblatt für Veterinärmedizin, i se centrava en medicina veterinària. El 2000 es va reanomenar Journal of Veterinary Medicine Series B: Infectious Diseases and Veterinary Public Health, era una de les dues seccions de la revista Journal of veterinary medicine i va incorporar la temàtica de salut pública. El 2007 va rebre el nom actual.